# 伊藤徹 (哲學家)
伊藤 徹 (平假名：いとう とおる ，1957年4月 -)， 日本的哲學家，京都工藝纖維大學教授。

## 生平
出生於静冈。1980年畢業於京都大学文學部哲學科。1985年京都大學研究生院文學研究科博士後期課程研究指導認定退學。
1986年，擔任京都大学教育 的專任講師，88年為助理教授，在2005年升為教授、京都工藝纖維大學教授 。在2002年以〈手としての人間 作ることへの問いと柳宗悦〉一文得到京都大学文學博士。

## 著作
- 『柳宗悦 手としての人間』平凡社選書 2003
- 『作ることの哲学 科学技術時代のポイエーシス』世界思想社 2007
- 『芸術家たちの精神史　日本近代化を巡る哲学』ナカニシヤ出版、2016

### 專文
李淑珠譯，〈藝術、國家、個人： 日本近代之例〉，《文化研究》，24期，2017春，國立交通大學出版社，頁53﹣80。

### 編輯
- 『作ることの日本近代 一九一〇-四〇年代の精神史』編 世界思想社 2010

### 翻译
- 奧托•波格勒『ハイデガーと解釈学的哲学』（原文：Heidegger und die hermeneutische Philosophie.中文：海德格尔与解释学）監訳 法政大学出版局 叢書・ウニベルシタス 2003
- 非加爾（Günter Figal）『ハイデガー入門』（原文：The Heidegger Reader ，中文：海德格入門）,世界思想社 2003